# Johann Friedrich Struensee

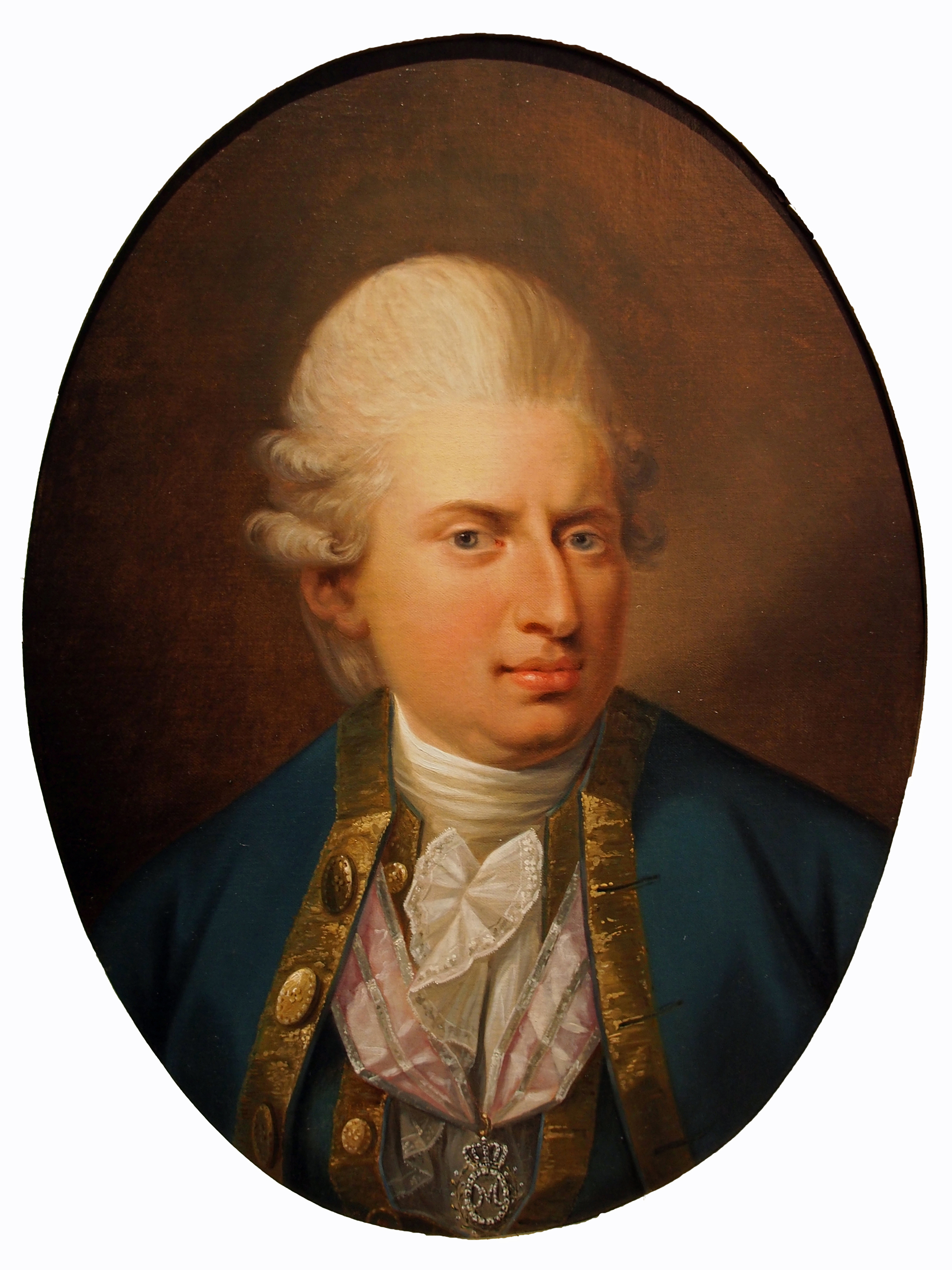
Johann Friedrich Struensee, porträtiert von Jens Juel, 1771 (Residenzmuseum im Celler Schloss)

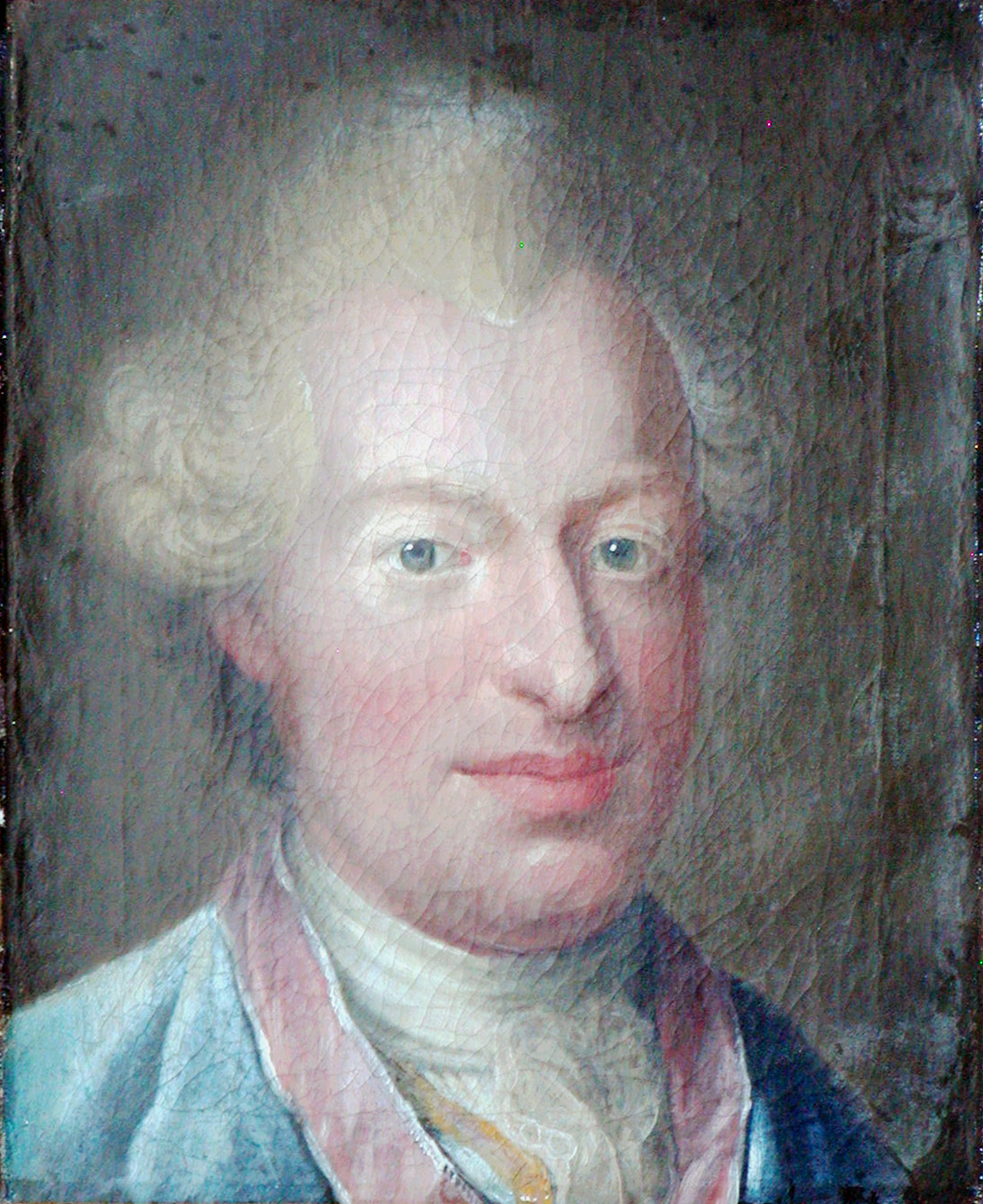
Johann Friedrich Struensee, etwa 1770 von Christian August Lorentzen gemaltes Porträt (Dänisches Nationalhistorisches Museum auf Schloss Frederiksborg)

Johann Friedrich Struensee (* 5. August 1737 in Halle; † 28. April 1772 in Kopenhagen) war ein deutscher Arzt und Aufklärer. Etwas über ein Jahr lang war er der faktische Regent von Dänemark. Er wurde von Christian VII. als Graf geadelt.
Struensee, Angehöriger der Familie Struensee und Sohn des von 1759 bis 1791 amtierenden Generalsuperintendenten der Herzogtümer Schleswig und Holstein, Adam Struensee (1708–1791), wurde im Alter von 20 Jahren Armenarzt in Altona. Dort machte er sich während des nächsten Jahrzehnts durch neue, erfolgreiche Therapieformen einen Namen. 1768 begleitete er den geisteskranken dänischen König Christian VII. auf dessen Europareise und 1769 als dessen Leibarzt nach Kopenhagen. Innerhalb kurzer Zeit stieg Struensee zum mächtigsten Mann im Staat auf. Mit einer königlichen Generalvollmacht ausgestattet, versuchte er seit September 1770, Regierung und Gesellschaft im Sinne der Aufklärung umzuwandeln. Durch seine zahlreichen Reformen wurde der dänische Gesamtstaat zum fortschrittlichsten Staat seiner Zeit. Aber Struensee machte sich durch seine rigorose Spar- und Personalpolitik schnell Feinde am Hof. Bereits 1772 wurde er gestürzt und hingerichtet. Ein Teil seiner Reformen, wie die Pressefreiheit, blieb jedoch bestehen.
Sein Liebesverhältnis zur Königin Caroline Mathilde war zur damaligen Zeit ein Skandal und ist noch heute Inhalt von Romanen und Filmen. Mit hoher Wahrscheinlichkeit war er der Vater der Prinzessin Louise Auguste von Dänemark (und damit Vorfahr von Auguste Viktoria, der letzten deutschen Kaiserin).

## Leben und Wirken

### Jugend und Familie
Johann Friedrich Struensee wurde in Halle als zweites von sechs Kindern des pietistischen Pastors und Professors der Universität Halle Adam Struensee geboren. Seine Mutter Maria Dorothea war die einzige Tochter des gräflichen Leibarztes auf Schloss Berleburg und späteren dänischen Justizrates Johann Samuel Carl. Carl war von 1732 bis 1742 Leibarzt des dänischen Königs Christian VI. gewesen und hatte 1740 bei der Reform des dänischen Gesundheitswesens mitgewirkt.
Johann Friedrichs Kindheit war von tiefer Frömmigkeit sowie von väterlicher Strenge und Pflichtbewusstsein geprägt. In Halle besuchte er die Latina der Franckeschen Stiftungen und begann wenige Tage vor seinem fünfzehnten Geburtstag mit dem Medizinstudium. Noch vor seinem 20. Geburtstag schloss er das Studium am 14. Februar 1757 mit der Promotion ab. Die Dissertation mit dem Titel De incongruis corporis motis insalubritate (Über die Gesundheitsschädigung durch falsche Körperbewegung) widmete er seinem Großvater, der während Struensees Kindheit eine Zeitlang im Haus der Tochter gelebt hatte. Bereits in dieser frühen Schrift propagierte er, dass die Natur selbst nach Heilung strebe und es daher Aufgabe der Medizin sein müsse, sie durch Abhärtung und frische Luft zu unterstützen. Auf Anregung seines Großvaters reiste er anschließend nach Berlin, um seine Ausbildung an der Charité fortzusetzen. Dort blieb er allerdings nicht lange, sondern wechselte nach Göttingen, wo er bei Johann Georg Roederer Geburtshilfe lernte. Auf dem Rückweg erkrankte er an Fleckfieber.

### Armenarzt in Altona
Am 12. Juli 1757 wurde Adam Struensee Hauptpastor der Trinitatiskirche in Altona, der größten Stadt des vom dänischen König regierten Herzogtums Holstein. Der frisch genesene, eben zwanzigjährige Johann Friedrich Struensee folgte seinen Eltern und fand Anfang 1758 eine Anstellung als Stadtphysikus und Armenarzt. Als Arzt bekämpfte Struensee erfolgreich die Ausbreitung von Seuchen durch verbesserte Hygiene – beispielsweise durch ein eigenes Bett für jedes Waisenkind – und führte die Pockenimpfung ein. Anstatt der üblichen Behandlung durch Aderlass und Schwitzen empfahl er frische Luft im Krankenzimmer und die Vernichtung von Kleidungsstücken und Bettzeug der Verstorbenen. Seine Erfahrungen mit derartigen Hygienemaßnahmen und Obduktionen ließen ihn auf die Entstehung von Krankheiten durch Ansteckung schließen. Die Säftelehre, der die meisten seiner Kollegen anhingen, lehnte er als Aberglaube ab. Wegen seiner neumodischen Methoden und Lehren stieß Struensee bei vielen Kollegen auf Ablehnung. Vor allem bei Johann Albert Heinrich Reimarus und dem jüdischen Armenarzt Hartog Gerson fand er aber Verständnis und Unterstützung. Befreundet war er zudem mit dem Pädagogen Johann Bernhard Basedow.
Da Struensee als Armenarzt ohne eigene Praxis keinen festen Patientenstamm unter den Wohlhabenderen aufbauen konnte, war sein Einkommen sehr niedrig. 1760 zogen seine Eltern nach Rendsburg, weil sein Vater zum Generalsuperintendenten von Schleswig und Holstein ernannt worden war, was Struensee zwang, eine eigene Wohnung zu halten. Deshalb ersuchte er bei Johann Hartwig Ernst von Bernstorff, dem dänischen Außenminister und Chef der deutschen Kanzlei in Kopenhagen, um eine Gehaltserhöhung, die ihm auch erlauben würde, anstelle der wenig einträglichen und ungeliebten Praxis medizinische Vorlesungen für seine ungebildeten Kollegen und die Hebammen zu halten. Das Gesuch wurde abgelehnt, Struensee jedoch zum Landphysikus in der Grafschaft Rantzau und der Herrschaft Pinneberg ernannt. In dieser Eigenschaft wurde er auch zu bürgerlichen und adligen Kranken gerufen.

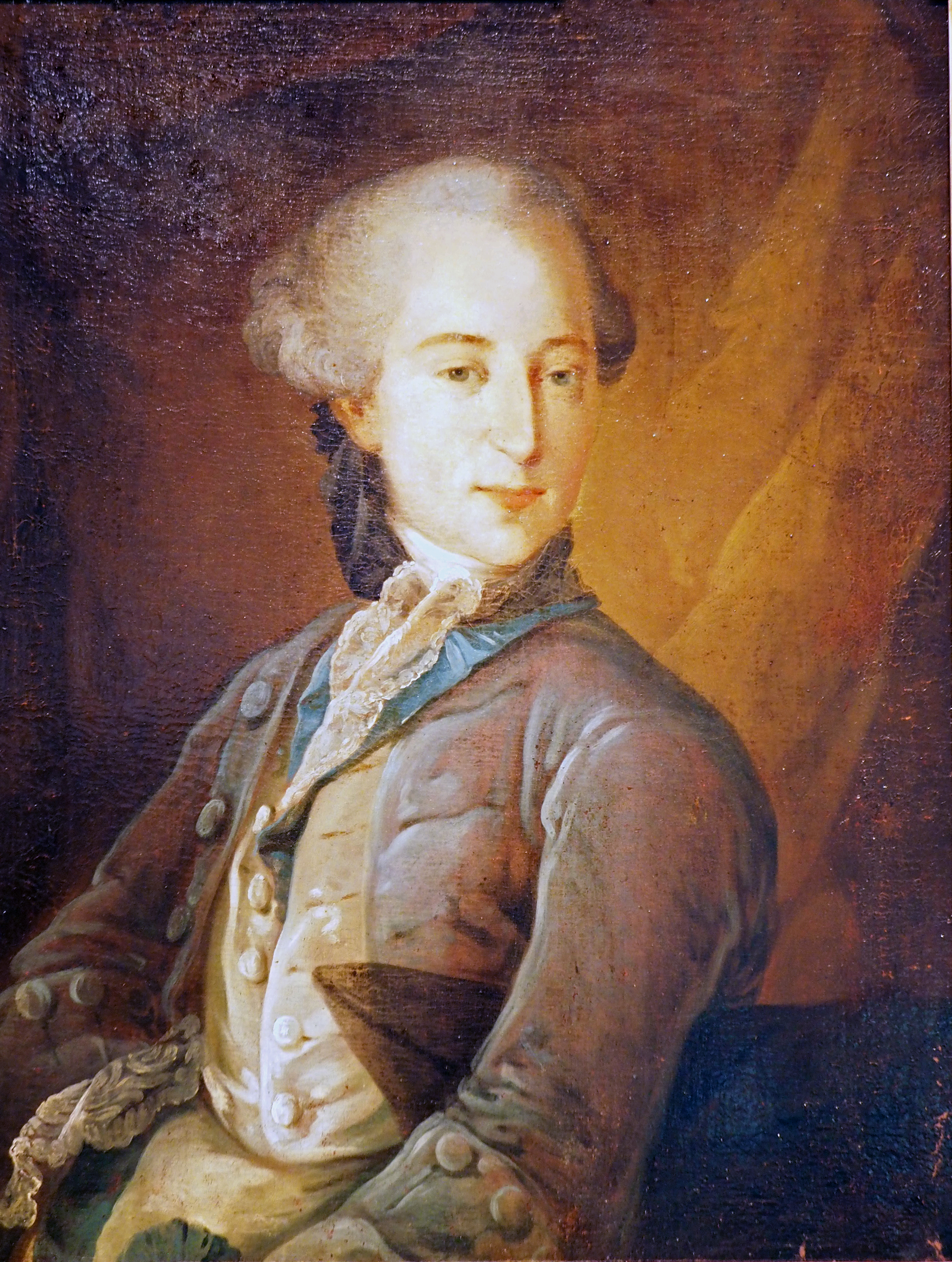
Struensee (ca. 1768)

Über seine Forschungsergebnisse berichtete Struensee in verschiedenen medizinischen Abhandlungen. So veröffentlichte er 1764 mit der veterinärmedizinischen Abhandlung Versuch von der Natur der Viehseuche und der Art sie zu heilen die erste medizinische Beschreibung der Maul- und Klauenseuche. In der seit 1759 erscheinenden Monatsschrift Zum Nutzen und Vergnügen betätigte er sich darüber hinaus auch journalistisch. 1763 wurde diese Schrift, die satirisch Kritik an den Ärzten, aber auch am Adel übte, auf Betreiben des Hamburger Hauptpastors Johann Melchior Goeze verboten. Struensee veröffentlichte jedoch auch weiterhin in verschiedenen Periodika. In seinen Aufsätzen deckte er die Zusammenhänge zwischen mangelnder Bildung, fehlender Hygiene und Krankheiten in den Armenvierteln auf und empfahl Reformen. Dabei sah er den Staat in der Pflicht, für Gesundheit und Aufklärung seiner Bevölkerung zu sorgen, denn die „Vermehrung der Einwohner ist eins der vornehmsten Stücke, das die Statsverständigen anitzt in Bewegung setzt“. Diese Fürsorge sollte sich auch auf ledige Mütter und Geisteskranke erstrecken, die bisher von der Gesellschaft ausgestoßen waren.

### Leibarzt und Regent des dänischen Königs

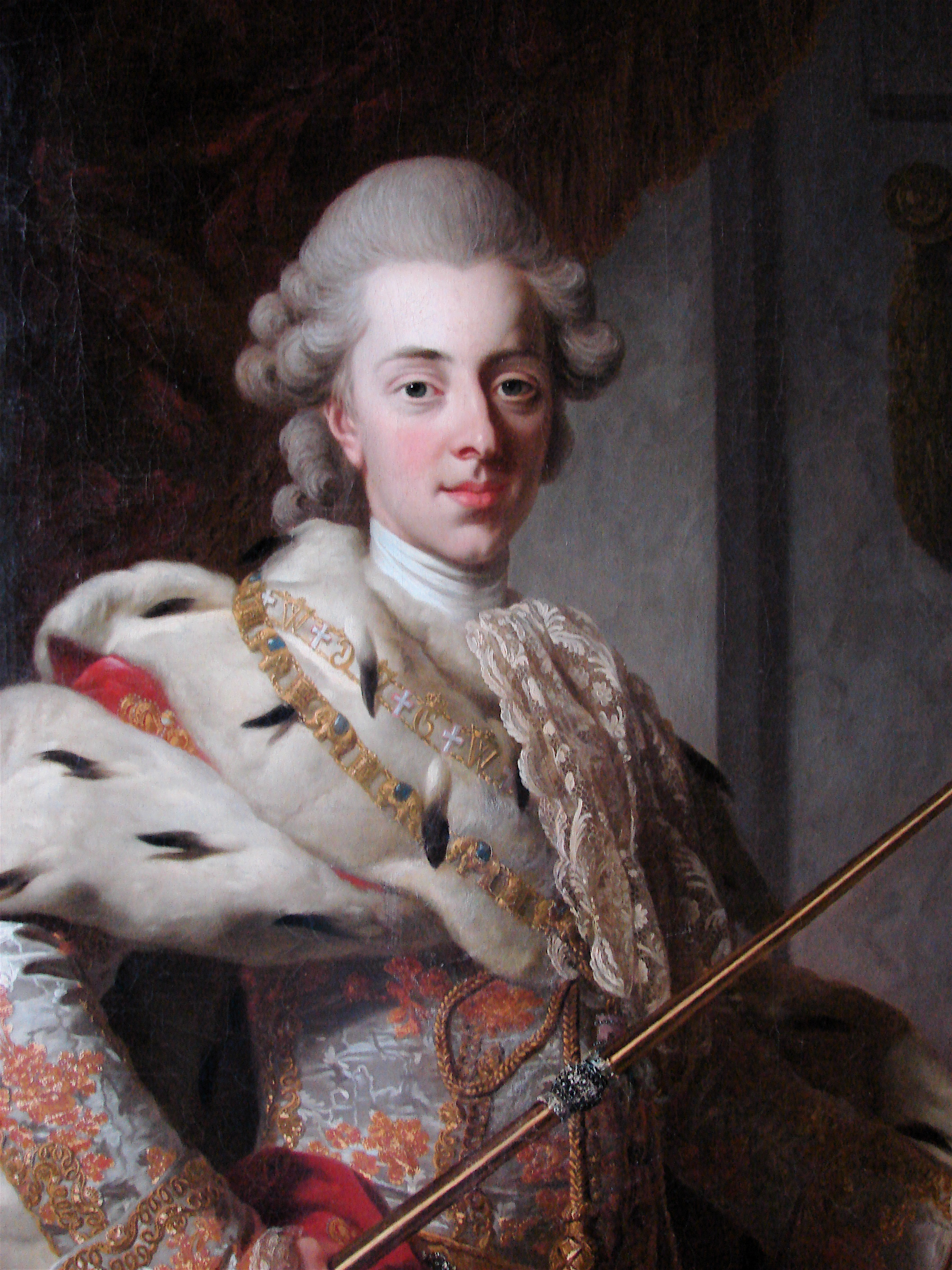
Christian VII. im Krönungsornat

Durch seine Behandlungserfolge gewann Struensee im Laufe der Zeit einen guten Ruf beim holsteinischen Adel. Da er auch für eine neuartige Therapie bei Geisteskrankheiten bekannt war, wurde er 1767 gerufen, um den jungen dänischen König Christian VII. bei dessen Aufenthalt in Altona zu behandeln.

#### Christian VII.
Christian VII. war 1766 kurz vor seinem 17. Geburtstag König geworden. Als Kind war er sehr restriktiv erzogen worden. Später hatte sein Lehrer Élie-Salomon-François Reverdil sein Interesse an der Aufklärung geweckt. Als König erwies er sich bald als unberechenbar und sein Benehmen bei Hof als zunehmendes Ärgernis. Er widersetzte sich der Hofetikette. Seine junge Ehefrau, die englische Prinzessin Caroline Mathilde, hatte er bereits bei ihrer Ankunft in Dänemark mit der Erklärung brüskiert, sie nicht zu lieben. Stattdessen ließ er sich von seinem Hofmarschall Conrad Holck (1745–1800) zu übermäßigem Alkoholgenuss, sexuellen Ausschweifungen und Gewaltexzessen animieren. Das Ansehen des Königs in der Öffentlichkeit begann darunter zu leiden.
Christian VII. war nicht nur psychisch labil, sondern auch wenig an der Regierung interessiert. Das war durchaus im Interesse der Minister, die bereits zu Zeiten seines alkoholkranken Vaters Friedrich V. den König weitgehend von den Regierungsgeschäften ferngehalten hatten. Das absolutistische Königsgesetz (Kongelov) verlangte zwar, dass jede Entscheidung vom König selbst getroffen werden musste, praktisch legte ihm das Geheime Conseil unter Vorsitz von Bernstorff fertig ausgearbeitete Beschlüsse vor, die er nur noch unterschreiben musste. Christian VII. langweilte sich daher während der Ratsversammlungen. Manchmal traf er jedoch willkürliche Personalentscheidungen, die die Regierung in Unruhe versetzten. So hatte er kurz nach seinem Regierungsantritt 1766 den angesehenen Adam Gottlob von Moltke entlassen.

#### König Christians Reise
Im Jahre 1768 stellte Bernstorff Struensee, vermittelt durch den Grafen Schack Carl von Rantzau-Ascheberg und den Hofmarschall Conrad Holck, als Reisearzt für den König auf dessen einjähriger Europareise ein. Die Reise, die durch den Schatzmeister Heinrich Carl von Schimmelmann finanziert wurde, führte durch das Heilige Römische Reich, die Niederlande, England und Frankreich. In den Niederlanden besichtigte die Reisegesellschaft u. a. soziale Einrichtungen, Manufakturen und eine Herrnhuter Siedlung. In Frankreich kam er in Kontakt mit Denis Diderot und anderen führenden Aufklärern. Während des Aufenthalts bei Christians Schwager Georg III. erlebte Struensee die Folgen der beginnenden Industrialisierung für die arme Bevölkerung wie Landflucht, Bildung von Slums und die daraus resultierende Zunahme sozialer Probleme und Krankheiten, besonders des Alkoholismus und der Syphilis. Zahlreiche seiner späteren Reformen wurden von diesen Erfahrungen geprägt. In Oxford verlieh die medizinische Fakultät Struensee im Rahmen einer Feier dem König, Bernstorff, Holck und etlichen anderen Reisebegleiter die juristische Ehrendoktorwürde.

#### Struensees Aufstieg
Auf der Reise hatte Struensee das Vertrauen des Königs gewonnen, der sich von ihm lenken ließ. Dieser bat ihn daher, ihn nach Kopenhagen zu begleiten. Am dänischen Hof wurde Struensee von Christian VII. der Titel des Königlichen Vorlesers verliehen, und im Mai 1769 wurde er zum Wirklichen Etatrat ernannt. In den ersten Monaten beschäftigte sich Struensee vor allem mit der Gesundheit der Königsfamilie. Politische Ambitionen hatte er zu der Zeit noch nicht. Für Struensees Reformideen hatte der König aber ein offenes Ohr. Bereits 1769 ergingen erste Gesetze zur verbesserten Lage lediger Mütter sowie eine Hebammenordnung. Doch bald wurde Struensee in Hofintrigen hineingezogen, die ihn zwangen, sich eine sichere Position am Hof zu verschaffen.
Während einer Pockenepidemie in Kopenhagen 1770 wurde Struensee Mitglied der Kommission zur Einführung der Pockenimpfung und impfte auch den Kronprinzen Friedrich gegen die Pocken. Damit gewann er endgültig die Zuneigung und das Vertrauen des königlichen Paares und wurde zum Kabinettssekretär und Konferenzrat befördert. Nachdem Struensee das Vertrauen des Königs gewonnen hatte, konnte er seine Reformen dank des Kongelovs leicht durchsetzen. Am 4. September 1770 unterschrieb Christian VII. die ersten Struenseeschen Gesetze: Damit wurde die Anhäufung von Titeln und Orden ohne entsprechende Verdienste untersagt sowie die Meinungs- und Pressefreiheit eingeführt. Struensee begleitete das Königspaar zu Sommeraufenthalten nach Schloss Frederiksberg, Schloss Traventhal und Schloss Hirschholm. Abgeschieden von den Einflüssen des Hofstaats und denen der königlichen Ratgeber diskutierte er dort mit dem König seine Reformideen und erließ einen Großteil seiner Dekrete.
Premierminister Graf Bernstorff, der über Jahrzehnte die dänische Politik bestimmt hatte, wurde am 15. September 1770 im Zusammenhang mit einer missglückten Strafaktion gegen algerische Barbaresken entlassen. Damit hatte Struensee sich des wichtigsten Konkurrenten entledigt. Im Dezember 1770 veranlasste Struensee den König, auch das Gehejmekonseil aufzulösen. Am 17. Dezember 1770 ernannte König Christian Struensee zum Maître des requêtes (Chef der Gesuche). Damit lief die Kommunikation zwischen König und Volk allein über Struensee. Am 18. Dezember 1770 wurde er offiziell zum Leibarzt ernannt.
Doch bald brach Christians Krankheit wieder stärker durch und seine Begeisterung für die Reformen erlahmte. Nachdem er zunächst die Dekrete noch eigenhändig verfasst hatte, verweigerte er im Frühjahr 1771 immer häufiger die Unterschrift. Am 15. Juli 1771 ernannte er Struensee zum Geheimen Kabinettsminister und stattete ihn mit einer Generalvollmacht aus, die ihm erlaubte, anstelle des Königs zu unterschreiben. Damit war Struensee quasi Alleinregent. Am 22. Juli wurde er als Lehnsgraf (lensgreve) in den Grafenstand erhoben. Diese Standeserhebung war aber nicht mit der Verleihung von Land verbunden.

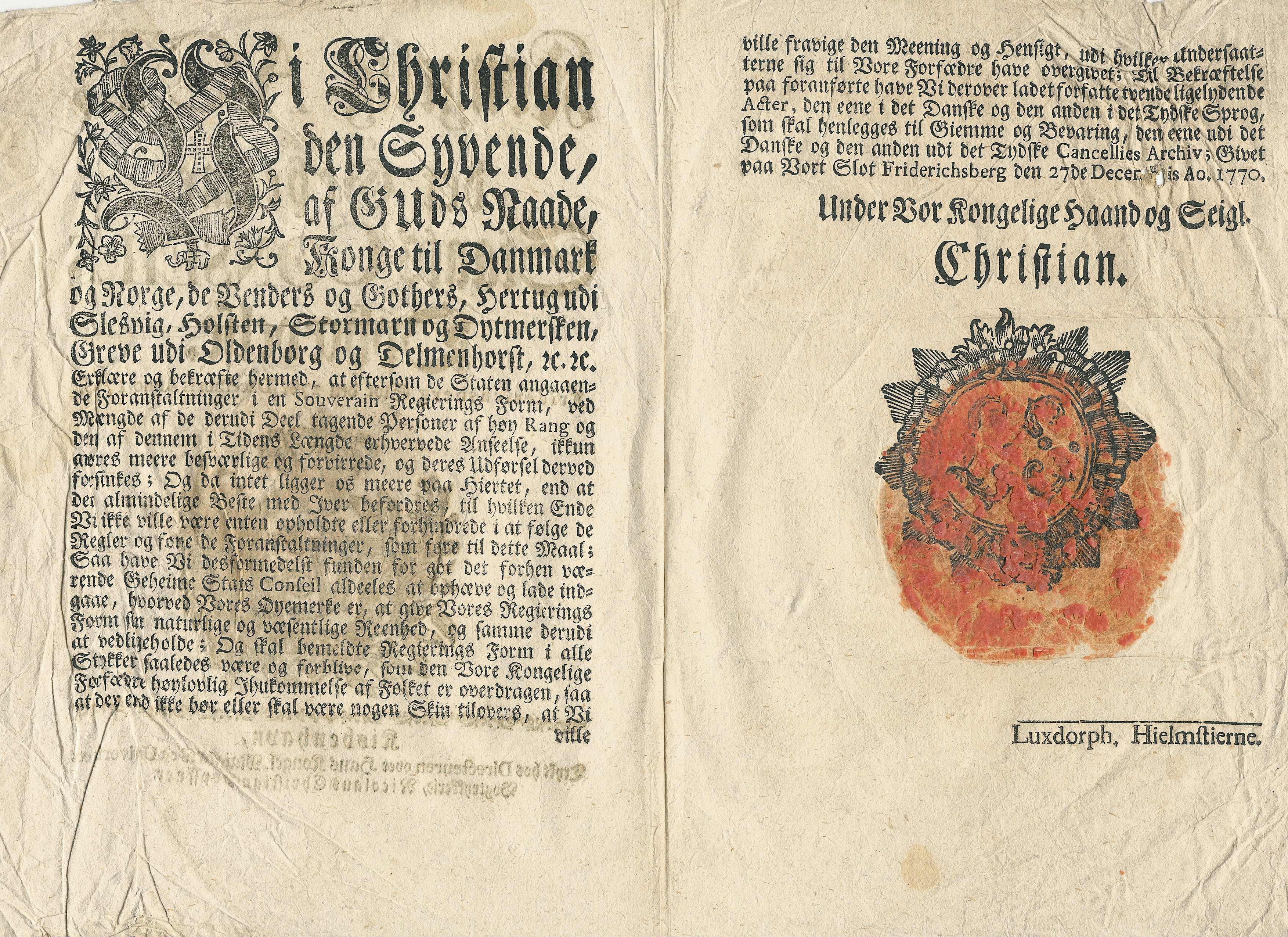
Königliches Dekret vom 27. Dezember 1770 zur Auflösung des Geheimen Conseils

#### Personalpolitik
Die Grundlage von Struensees Regentschaft war die Konzentration der wahren Macht auf den König.
Deshalb sorgte er zunächst für die Entlassung der bisherigen Regierung. Die führenden Politiker wie Bernstorff wurden entlassen und das mächtige Gehejmekonseil aufgelöst. Stattdessen stellte Struensee Männer seines Vertrauens ein.
Um eine effizientere Finanzpolitik zu etablieren, berief Struensee seinen in preußischen Diensten stehenden älteren Bruder Carl August als zusätzlichen Ratgeber neben Heinrich Carl von Schimmelmann. Zu einem weiteren Mitglied der Finanzkommission ernannte er Tyge Rothe. Carl August Struensee empfahl, zur Finanzierung der Reformen Luxussteuern auf Reitpferde und Glücksspiel zu erheben und dafür auf die Salzsteuer, eine harte Last für die Bevölkerung, zu verzichten. Zusätzlich wurde eine Staatslotterie eingerichtet, deren Einnahmen ebenfalls den sozialen Verbesserungen zugutekommen sollten. Selbst der Hof entging den Sparmaßnahmen nicht: Zahlreiche Höflinge, Militärs und Beamte – allein 182 Kammerherren vom Rang (und Gehalt) eines Generals – wurden entlassen, Pensionen und Ehrengehälter gestrichen, die Ausgaben für Kleider und sonstigen Luxus gekürzt. Zu den Entlassenen gehörte auch der Hofprediger Johann Andreas Cramer.
Während zuvor sowohl die Regierung der Herzogtümer Schleswig und Holstein als auch die Beziehungen zu anderen Staaten in der Zuständigkeit der Deutschen Kanzlei lagen, trennte Struensee nun beide Bereiche und ernannte am 22. Dezember 1770 den erfahrenen Diplomaten Adolph Sigfried von der Osten zum Leiter des neuen Departements für auswärtige Angelegenheiten. Von der Osten war bis 1765 dänischer Gesandter in Russland gewesen, ehe er wegen Differenzen mit Bernstorff abgezogen und nach Neapel versetzt worden war. Als Außenminister förderte er auch über die Struensee-Ära hinaus die guten Beziehungen zu Zarin Katharina II. Gemeinsam mit Caspar von Saldern setzte er die Verhandlungen fort, die 1773 zum Vertrag von Zarskoje Selo führten.
Um den leicht ablenkbaren König von anderen Einflüssen fernzuhalten, holte Struensee seinen Altonaer Freund Enevold von Brandt (1738–1772), der den König unterhalten und Holck, den bisherigen Favoriten und Trinkgefährten des Königs, ersetzen sollte, an den Hof. Brandt wurde zum Direktor des Theaters, der Gemäldegalerie und der Kunstkammer ernannt, von Struensee jedoch ausschließlich damit beauftragt, den König bei Laune zu halten. Brandt beschwerte sich im Herbst 1771 über diese Behandlung, verbunden mit einer Warnung, dass sein despotisches Verhalten Konsequenzen haben würde. Struensee wies Brandts Anschuldigung und Warnung zurück. Stattdessen veranlasste er, dass Élie-Salomon-François Reverdil, der 1767 entlassene frühere Lehrer des Königs, zurückgerufen und dass Brandt am 30. September 1771 zum Grafen erhoben wurde. Wie der Grafentitel, den Struensee sich selbst verlieh, war auch derjenige Brandts nicht mit der Landbesitzzuteilung verbunden.
Die neugeschaffenen oder durch Entlassungen freigewordenen Posten besetzte Struensee persönlich und ohne Rücksicht auf Traditionen. Auch seinem Studienfreunde Peter Matthiesen, Enkel des als der Glückliche Matthias bekannten Föhrer Kapitäns, verhalf er zur Karriere: Er ernannte ihn zum Bürgermeister Kopenhagens. Schack von Rantzau, der Struensee an Bernstorff vermittelt hatte und sich nun einen guten Posten am Hof erhoffte, wurde dagegen enttäuscht. Er erhielt nur eine untergeordnete Stelle in der Kriegskanzlei.

#### Umgestaltung von Staat und Gesellschaft
Innerhalb kurzer Zeit versuchte Struensee, den gesamten dänischen Staat im Sinne der Aufklärung zu reformieren. Insgesamt verfasste er in 16 Monaten 633 Dekrete, die eine vollkommene Neuorganisation bedeuteten. In sozialmedizinischen Fragen setzte Struensee Erkenntnisse seiner Zeit als Armenarzt um. Aber auch Regierung und Verwaltung sollten effektiver werden. Struensee, der selbst keinerlei Erfahrung in diesen Bereichen besaß, aber auf die Unterstützung seines Bruders bauen konnte, organisierte die gesamte Regierung nach dem Vorbilde des preußischen General-Ober-Finanz-Kriegs- und Domainen-Direktoriums um, was einen radikalen Bruch mit der dänischen Tradition bedeutete. Die Dänische Kanzlei wurde in das dänische, norwegische und koloniale Departement aufgeteilt, wodurch Norwegen relative Selbständigkeit erhielt. Er setzte sich für mehr Pressefreiheit in Norwegen und Dänemark ein; die Folgen wirken bis heute nach. Die Ministerien wurden neu zugeschnitten und ihre Zahl dabei von elf auf neun verringert. Das Steuerwesen wurde vereinheitlicht, Naturallieferungen durch Geldabgaben ersetzt. Die Staatsausgaben wurden radikal gekürzt. Die Stärke des Heers wurde um die Hälfte reduziert, die berittene Leibgarde, die bereits Marschall Saint-Germain abgebaut hatte, gänzlich aufgelöst. Statt staatlich subventionierter Industrie setzte Struensee auf die Landwirtschaft als den wichtigsten Zweig der dänischen Wirtschaft und führte die 1755 mit der Auflösung der Feldgemeinschaft begonnene Agrarreform fort.
Eine Hungersnot erleichterte Struensee die Durchsetzung seiner Maßnahmen, indem sie ihm die Kontrolle über den Getreidehandel verschaffte: Um die Ernährung der Bevölkerung sicherzustellen, verbot Struensee die Getreideausfuhr und die Schnapsbrennerei. Das Recht des Adels, dem der Großteil des Landes gehörte, auf den Ertrag seiner Ländereien wurde damit eingeschränkt, da zunächst das Volk ausreichend mit billigem Getreide versorgt werden sollte, ehe Nahrungsmittel exportiert oder anderweitig genutzt werden durften. Darüber hinaus plante Struensee auch, die Leibeigenschaft und den Frondienst abzuschaffen und die Rechte der Gutsherren über ihre Gutsangehörigen zu beschneiden. Auch der Sklavenhandel mit den westindischen Kolonien Dänemarks wurde verboten. Gegen die Übermacht des Adels war schon Struensees erstes Gesetz gerichtet: Titel und Ämter sollten nicht mehr verkauft oder nach Rang und Familienzugehörigkeit vergeben werden, sondern nach Fähigkeit. Spätere Gesetze verlangten Prüfungen für künftige Beamte. Adlige sollten Bürgerlichen nicht mehr vorgezogen werden. Um die Bestechlichkeit einzudämmen, war ein festes Gehalt für Beamte vorgesehen. Auch Orden sollten nur noch als Lohn für Verdienste verliehen werden. Tatsächlich wurden der Elefanten-Orden und der Dannebrogorden in den Jahren bis 1773 nicht vergeben.
Das Gerichtswesen sollte erneuert und von der Verwaltung getrennt werden. Statt der alten Standesgerichte gab es nun ein einheitliches Gericht. Jeder Bürger sollte vor dem Gesetz die gleichen Rechte besitzen. Auch zur Milderung der sozialen Ungerechtigkeit erließ Struensee zahlreiche Gesetze: Er ließ Findelhäuser und Hospitäler gründen und erlaubte die Öffnung des Schlossgartens für die Bevölkerung. Er beabsichtigte, das Gesundheits- und das Schulwesen zu reformieren, Dänisch statt Latein unterrichten zu lassen und die Prügelstrafe abzuschaffen. Die Folter wurde abgeschafft. Uneheliche Geburten wurden nicht mehr bestraft, außerehelich geborene Kinder sollten den ehelichen gleichgestellt werden. Ehebruch galt nicht mehr als Verbrechen, sondern nur noch als innerfamiliäres Problem.
Auch in Belange der Staatskirche griffen Struensees Reformen ein: Am 26. Oktober 1770 wurde per Gesetz die Verringerung der Zahl der Feiertage verfügt. Damit setzte Struensee einen Plan Schimmelmanns und Andreas Peter von Bernstorffs um, die sich davon effektivere Arbeit gerade in den für die Landwirtschaft wichtigen Sommermonaten versprachen, wenn auf die für die kirchlichen Feiertage vorgeschriebene Sonntagsruhe verzichtet wurde. Insgesamt wurden elf Feiertage gestrichen: der jeweils dritte Feiertag von Weihnachten, Ostern und Pfingsten, mehrere noch aus vorreformatorischen Zeiten stammende Marien- und Heiligenfeste sowie die Danksagung für das Ende des katastrophalen mehrtägigen Brandes, dem große Teile Kopenhagens im Oktober 1728 zum Opfer gefallen waren. Mehrere dieser Feste fielen ganz weg, andere wurden auf den folgenden Sonntag verschoben. Im Zusammenhang mit der Gleichstellung unehelich Geborener schaffte er die Kirchenzucht ab, die vor allem der Bloßstellung lediger Mütter diente. Mit einem seiner letzten Dekrete genehmigte Struensee im Zuge der von ihm befürworteten Glaubensfreiheit im November 1771 die Niederlassung der Herrnhuter Brüdergemeine in Christiansfeld im Herzogtum Schleswig.
Erste Erfolge stellten sich schnell ein: Die Verlegung der Friedhöfe vor die Stadt, die Pflasterung der Straßen und Straßenlaternen machten Kopenhagen sauberer und sicherer. Die radikalen Sparmaßnahmen bescherten dem Staate innerhalb eines Jahres einen fast ausgeglichenen Haushalt.

#### Geliebter der Königin

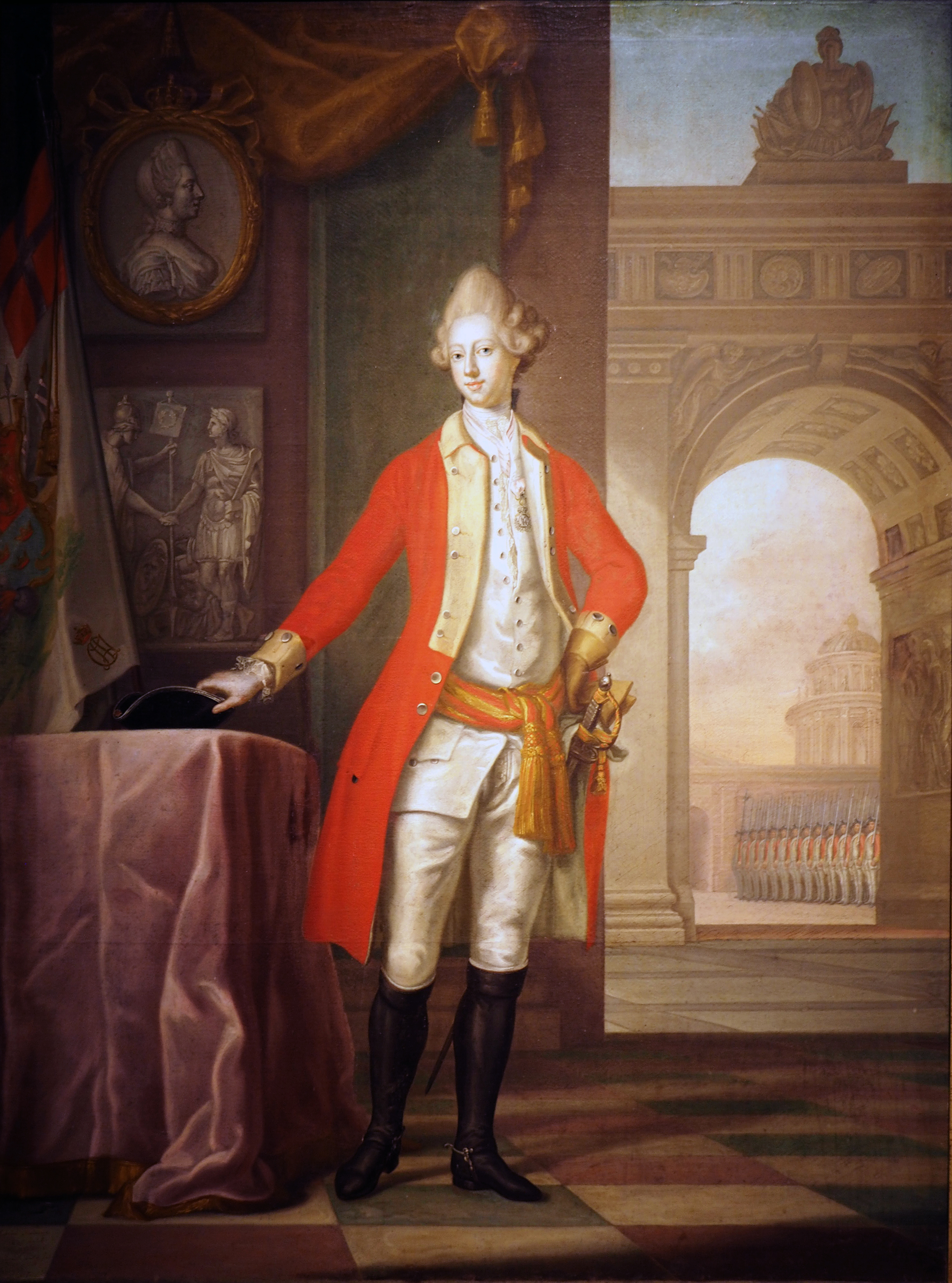
Königin Caroline Mathilde in der Uniform ihres Leibregiments

Der König selbst förderte Struensees Bekanntschaft mit seiner Frau Caroline Mathilde, deren Depressionen er behandeln sollte. Struensee empfahl dem Königspaar, aus der strengen Hofetikette auszubrechen und gemeinsam auszureiten. Caroline Mathilde riet er zudem, den Kronprinzen nach den Prinzipien von Rousseaus Emile zu erziehen. Friedrich bekam einen bürgerlichen Spielgefährten und wuchs mit weit weniger Luxus, als für königlichen Nachwuchs als angemessen angesehen wurde, dafür aber auch mit weit mehr Freiheit auf.
Die 19-jährige Königin war zwar anfangs misstrauisch gegenüber dem neuen Günstling ihres Mannes, denn seit ihrer Ankunft in Dänemark litt sie unter den Intrigen, die eine Gruppe unter Conrad Holcks Führung gegen sie anstrengte. Sie fand aber großen Gefallen an den von Struensee vorgeschlagenen Ausritten und dann auch an dem Manne selbst. Sie ließ Struensee, der zunächst offiziell als ihr Privatsekretär eingestellt worden war, eine Wohnung in ihrem Schloss Christiansborg einrichten. Ihre Beziehung vertiefte sich schnell. Angeblich soll es sogar einen Geheimgang zwischen Struensees Wohnung und den Gemächern der Königin gegeben haben. Während der Sommeraufenthalte verbrachte Struensee viel Zeit allein mit der Königin.
Bald wurde ihr Liebesverhältnis öffentlich bekannt. Der König kümmerte sich jedoch nicht um die Gerüchte. Anlässlich seines Geburtstags am 29. Januar 1771 verlieh er Struensee den von der Königin gestifteten Mathildenorden. Dass Louise Auguste Struensees Tochter war, wurde vielfach angenommen. Während in den Kirchen auf Struensees Befehl Fürbitten für die schwangere Königin und später Dankgebete für die Geburt der Prinzessin gesprochen wurden, verließen zahlreiche Menschen schweigend die Kirchen. Dass Struensee per Dekret Ehebruch zur Privatsache erklärt hatte, galt als offenes Schuldeingeständnis. Auch als Christian VII. Struensee am 22. Juli 1771, dem Tag der Taufe der Tochter Louise Auguste, in den Grafenstand erhob, verringerte sich das Misstrauen der Bevölkerung nicht.

### Reaktionen auf Struensees Reformen und Aufstieg
Unterstützung für sein Reformprogramm fand Struensee besonders bei dem Leibarzt der Königsfamilie, Christian Johann Berger (1724–1789), und bei Friedrich Gabriel Resewitz (1729–1806), dem zweiten Prediger an der deutschen St.-Petri-Kirche. Unter den Militärs war es vor allem der General Peter Elias von Gähler (1718–1783), der seine Reformen befürwortete.

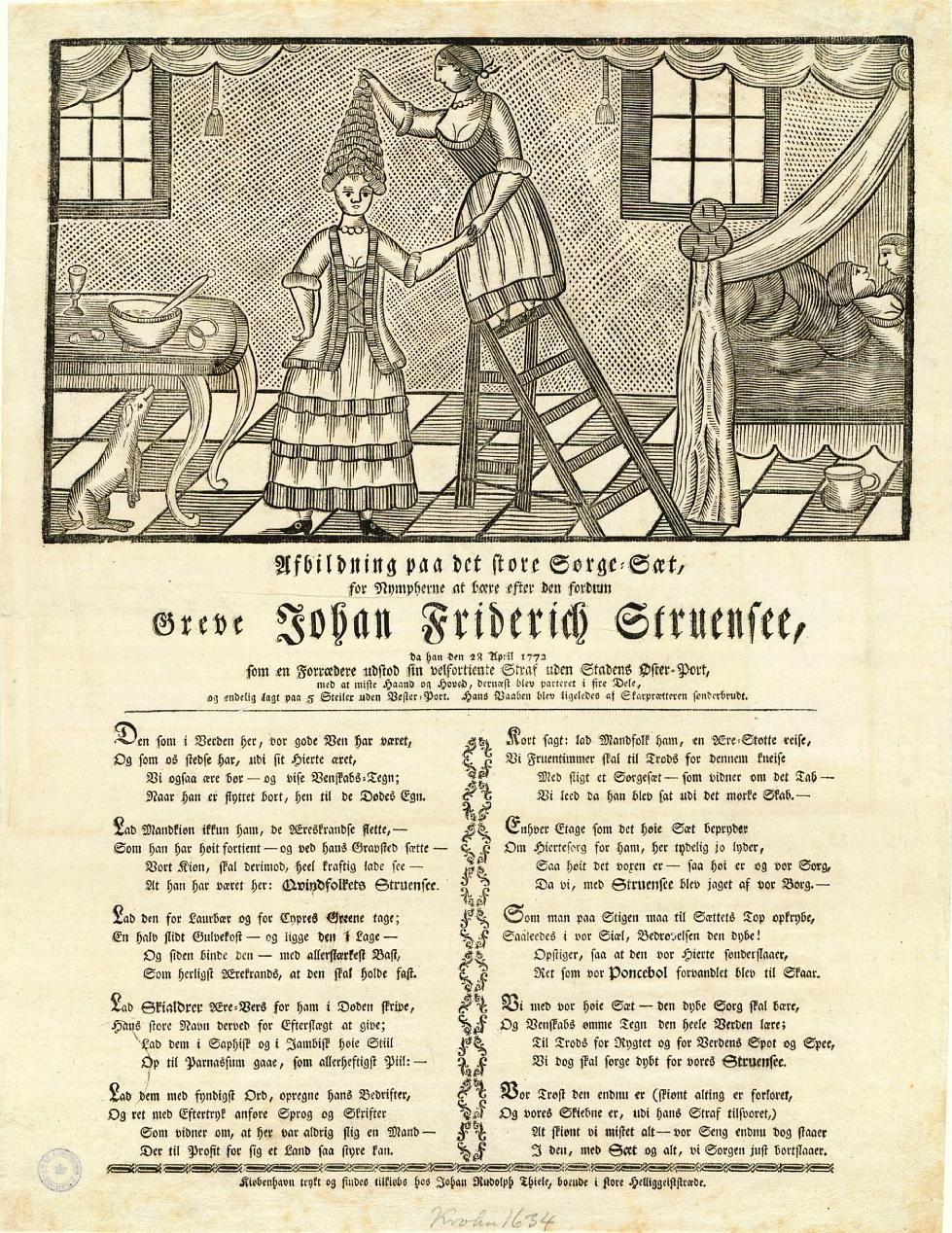
Flugblatt von 1772, das die Prostituierten als Hauptprofiteure der Struenseeschen Reformen darstellt

Obwohl viele von Struensee eingeführte Reformen bereits durch die aufgeklärten Politiker der vorherigen Regierung vorbereitet waren, machten die zahlreichen Neuerungen des bürgerlichen Aufklärers und sein schneller Aufstieg Struensee und seine Reformen bei Hofe rasch unbeliebt. Die massenhaften Entlassungen von Höflingen und Offizieren, die Auflösung der Ministerien und Regimenten sowie die radikalen Sparmaßnahmen taten ihr Übriges, um Struensee viele Feinde zu schaffen: Der Adel fürchtete um seine Privilegien und seinen Besitz. Die konservative Geistlichkeit sah in Struensee einen Atheisten und fürchtete um die Moral im Volk, weil die Kirchenzucht gemildert wurde und stattdessen Schauspiel und weltliche Musik auch am Sonntag zugelassen waren.
Auch die dänische Bevölkerung verfolgte die Umorganisation der traditionellen, als gottgegeben angesehenen Ordnung durch einen Bürgerlichen misstrauisch. Ein Mitgrund für die Ablehnung der Reformen Struensees war, dass Struensee nicht Dänisch sprach und seine Dekrete auf Deutsch erschienen. Der Kopenhagener Bevölkerung galt er daher als „Dänenfeind“, obwohl Deutsch zu dieser Zeit offizielle Amtssprache in Dänemark war. Zugleich wurde er wegen der Menge seiner Dekrete und der Geschwindigkeit ihres Erscheinens verspottet. Dass gleich elf Feiertage dem wirtschaftlichen Fortschritt geopfert wurden, gefiel weder den Geistlichen noch der Bevölkerung, auch wenn diese Maßnahme bereits Anfang 1770 von Schimmelmann und Bernstorff geplant worden war. Die bessere Stellung, die unverheiratete Mütter und ihre Kinder erhielten, führte zu dem Missverständnis, dass Struensee die Prostitution fördere. Mit Argwohn betrachtet wurden auch Struensees Maßnahmen für die Gesundheit des kleinen Prinzen durch Abhärtung, denn Barfußlaufen und einfache Mahlzeiten hielt man einem künftigen König für nicht angemessen. Es wurde sogar befürchtet, Struensee wolle den Thronfolger beseitigen, den König entmachten und sich selbst zum alleinigen Herrscher machen.
Ausgerechnet eine von Struensees ersten Reformen, die Anfang September 1770 eingeführte Pressefreiheit, förderte seine Unbeliebtheit und führte damit letztlich seinen Sturz herbei, ermöglichte sie doch, ein großes Publikum innerhalb kürzester Zeit zu beeinflussen. Mittels gegen ihn gerichteter Pamphlete hetzten Struensees Gegner die Bevölkerung gegen ihn auf. Auch die Königin, die um der besseren Beweglichkeit willen in Hosen im Herrensattel saß, wurde zum Ziel zahlreicher Spottschriften. Struensee erkannte die Gefahr selbst und schränkte im Oktober 1771 die Pressefreiheit insoweit ein, als dass keine völlige Anonymität der Veröffentlichungen mehr zugelassen wurde.
Die Verkleinerung des Heeres und die fehlende Besoldung der Soldaten schürten weiteres Misstrauen im Volk. Durch die Auflösung von als unrentabel angesehenen Manufakturen verloren mehr als zweitausend Arbeiter ihr Einkommen. Zudem hatte Struensee den Weiterbau der Frederikskirche stoppen lassen. Die große Zahl derer, die durch die Reformen und Sparmaßnahmen arbeitslos geworden waren, förderte die Unzufriedenheit der ärmeren Bevölkerungsschichten. Im Herbst 1771 kam es zu Unruhen, als in Norwegen angeheuerte Matrosen bei ihrer Ankunft die Schiffe, für die sie angeworben waren, noch im Bau vorfanden. Für die Matrosen, die ja noch nicht gebraucht wurden, war weder Sold noch Verpflegung vorgesehen. Sie zogen zur Sommerresidenz Hirschholm, um den König um Hilfe zu bitten. Zu ihrer Beruhigung veranstaltete man ein Fest, bei dem sich Struensee, der sich wenige Tage zuvor bei einem Sturz vom Pferd verletzt hatte, aber nicht sehen ließ.

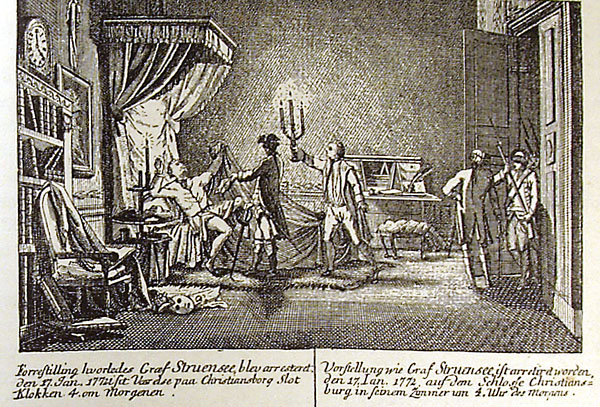
Festnahme des Grafen Struensee am 17. Januar 1772 (zeitgenössischer Holzschnitt)

### Fall und Hinrichtung
Zu Struensees mächtigsten Gegnern gehörten die Stiefmutter des Königs, Juliane Marie, und ihr Sohn Erbprinz Friedrich. Mit Christian VII. verband sie seit langem eine gegenseitige Abneigung. Unter Struensee wurden sie fast gänzlich vom Hof ausgeschlossen. Zusammen mit Ove Høegh-Guldberg, dem Erzieher und Privatsekretär ihres Sohns, und Schack von Rantzau nutzte sie schließlich Struensees wachsende Unbeliebtheit und die kursierenden Gerüchte über sein Verhältnis zur Königin. Ein angeblich geheimes Papier, das aus Struensees Tresor stammen sollte und das der offizielle Hofberichterstatter Peter Suhm Juliane Marie überreichte, sollte belegen, dass Struensee gemeinsam mit der Königin einen Staatsstreich zur Entmachtung des Königs geplant habe.
Nach einem im Kopenhagener Schloss veranstalteten Maskenball am 17. Januar 1772 um 4 Uhr morgens wurde Struensee festgenommen und in das Kastell von Kopenhagen gebracht. Caroline Mathilde, Enevold von Brandt und Carl August Struensee sowie einige andere wurden ebenfalls verhaftet. Dann erst wurde der König geweckt und genötigt, seine Unterschrift unter den fertigen Haftbefehl zu setzen, ehe man ihn zusammen mit seinem Halbbruder in eine goldene Kutsche setzte und durch Kopenhagen fuhr, damit die Untertanen ihrem „befreiten“ Herrscher zujubeln konnten. Die Bevölkerung wurde mittels einer Flut von Flugblättern gegen den Verhafteten aufgehetzt. Auf den Straßen kam es zu Unruhen, die von den Verschwörern bis zur Hinrichtung immer wieder angeheizt wurden.

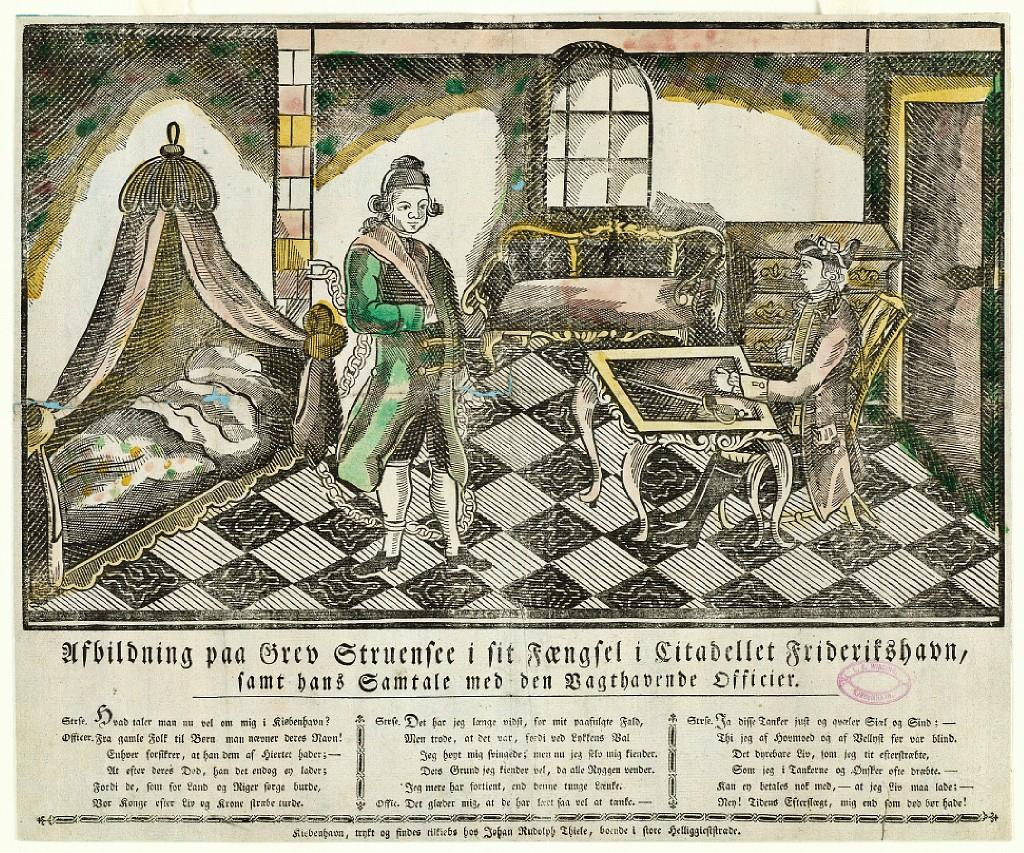
Struensee im Gefängnis (zeitgenössisches Flugblatt)

Sofort nach der Festnahme begannen die Verhöre. Struensee wurde wie ein Schwerverbrecher behandelt, im Kerker angekettet und Tag und Nacht bewacht. Kontakte wurden ihm zunächst untersagt. Als sein Seelsorger führte Struensees erklärter Gegner, der Kopenhagener Hofprediger Balthasar Münter, ab dem 1. März fast täglich Gespräche mit ihm, die er anschließend veröffentlichte.
Bereits am 25. Februar legte er ein Geständnis über sein Verhältnis mit der Königin ab. Ihre Liebe hatte er demnach nicht geteilt. Am 8. März 1772 wurde Caroline Mathilde dieses Geständnis vorgelegt, und sie selber unterschrieb ein bereits vorbereitetes Geständnis, nachdem man ihr Hoffnung gemacht hatte, dass sie damit möglicherweise Struensees Leben retten könne. Am 23. März, nach Abschluss der offiziellen Verhöre und Zeugenbefragungen, wurde der Generalfiscal Frederik Wilhelm Wiwet zum Ankläger ernannt. Seine Anklage beruhte vor allem auf dem Verhältnis zur Königin, das beide Beteiligten bereits gestanden hatten. Weitere der insgesamt neun Anklagepunkte waren Majestätsbeleidigung, Missbrauch der Regierungsgewalt, Anstiftung Brandts zur Gewalt gegen den König, Misshandlung des Kronprinzen und zudem persönliche Bereicherung und Günstlingswirtschaft, weil Struensee seinen Bruder ins Finanzkollegium berufen hatte. Die Anklageschrift wurde am 21. April eingebracht. Am 23. April begann der Prozess, dessen Ergebnis längst feststand. Struensees Pflichtverteidiger war Peter Uldall, der Rechtsbeistand der Königin. Er bemühte sich zwar, Struensee gerecht zu werden, und widerlegte die Anklagepunkte der Majestätsbeleidigung und der angeblichen Misshandlung des Kronprinzen, war jedoch gleichzeitig von der Notwendigkeit der Todesstrafe überzeugt. Struensee hatte selbst bereits am 14. April eine selbstverfasste Verteidigungsschrift eingereicht, in der er seine Reformen erläuterte und betonte, stets den Willen des Königs und das Wohl des Staats im Blick gehabt zu haben. Gleichzeitig bemühte er sich, alle Mitverdächtigen zu entlasten. Auch die umstrittene Entlassung des Conseils sei nur geschehen, um die Regierungsgewalt wieder ganz in die Hände des durch die autoritären Minister verunsicherten Königs zu legen.
Nach viertägiger Verhandlung wurde Struensee am 25. April 1772 schuldig gesprochen und zum Tode verurteilt. Bei der Urteilsbegründung wurden die Verteidigungsschriften nicht berücksichtigt. Stattdessen wurde damit argumentiert, dass Struensee sich als unerfahrener Bürgerlicher angemaßt habe, über langjährigen Ministern zu stehen, und sich als Geheimer Kabinettsminister entgegen den Bestimmungen des Königsgesetzes zum „Despoten“ aufgeschwungen habe. Bei der Urteilsverkündung zeigte sich Struensee gelassen, er hatte sich bereits einen solchen Ausgang der Verhandlungen vorgestellt.

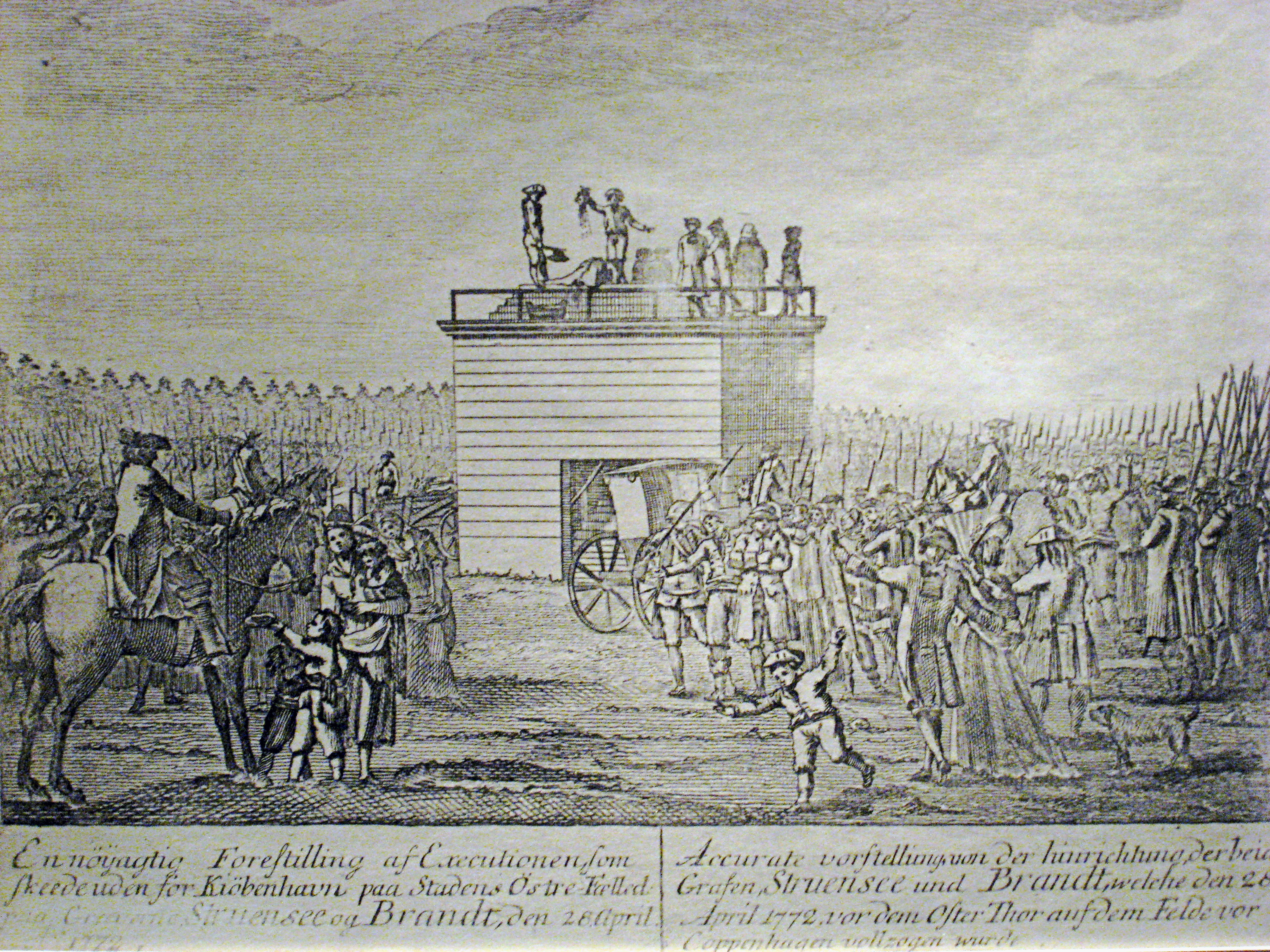
Struensees Hinrichtung am 28. April 1772

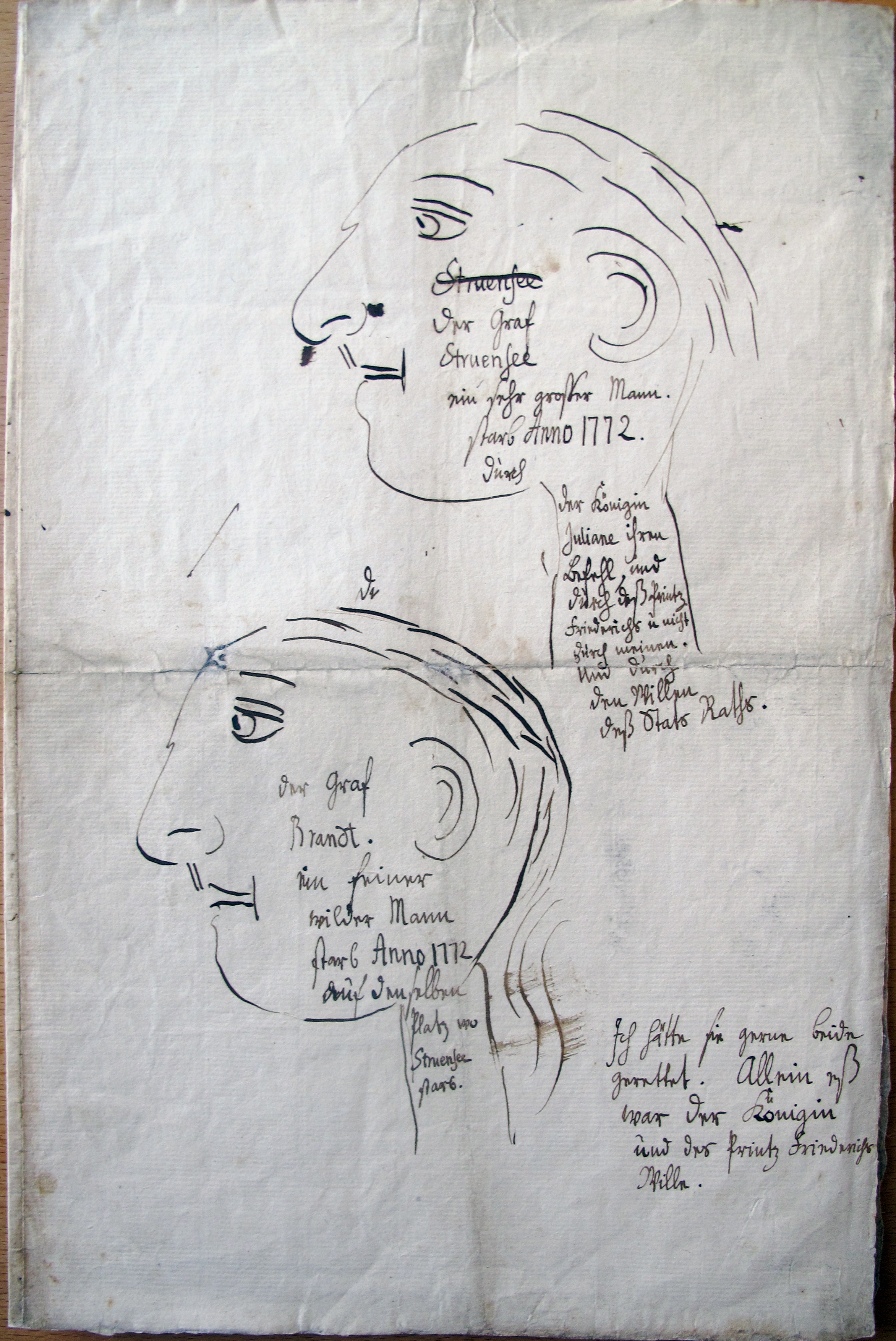
Porträts von Struensee und Brandt aus Christians VII. Hand mit der Bemerkung „Ich hätte sie gerne beide gerettet.“

Weder die Entscheidung des Königs, Struensee und seine Reformen zu unterstützen, noch sein Geisteszustand wurden bei der Urteilsfindung berücksichtigt. Er selbst wurde während des gesamten Prozesses nicht befragt. Ihm wurde nur das fertige Urteil wie zuvor der Haftbefehl zur Unterschrift vorgelegt. Gotthold Ephraim Lessing, der Struensee bereits aus dessen Altonaer Zeit kannte und zur selben Zeit in Kopenhagen weilte, hatte schon am 31. Januar seiner späteren Frau Eva König geschrieben: „Man sieht, man hat seinen Fall dem König abgezwungen.“ Eine später angeblich von Christian VII. angefertigte Skizze trägt die Beschriftung:

„Der Graf Struensee ein sehr großer Mann. starb Anno 1772. durch der Königin Juliane ihren Befehl, und durch deß Printz Friederichs u nicht durch meinen. Und durch den Willen deß Stats Raths. […] Ich hätte sie gerne beide gerettet.“

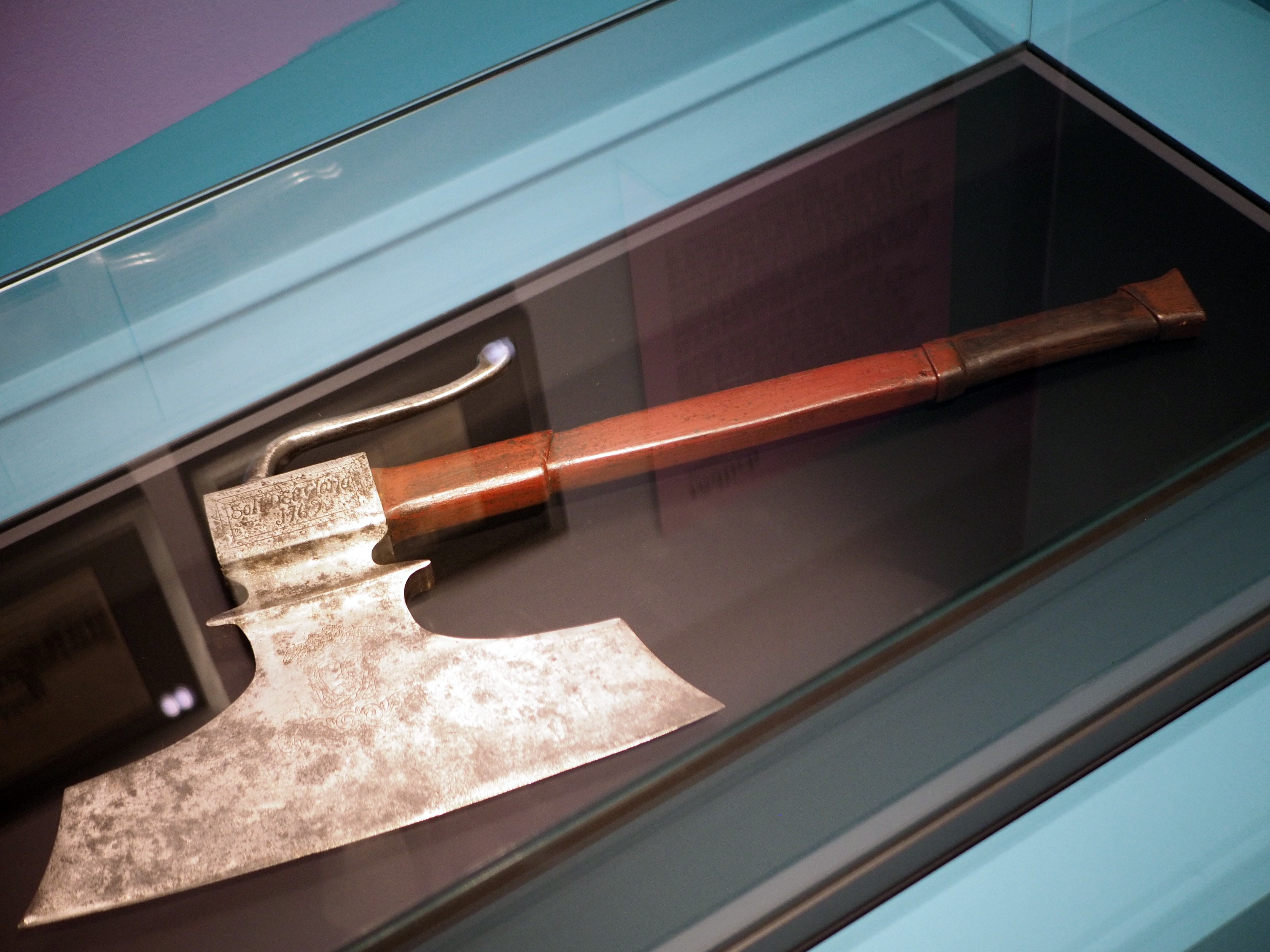
Beil mit dem Struensee und Brandt von Scharfrichter Gottschalk Mühlhausen hingerichtet worden sein sollen

Am 28. April 1772 wurden Struensee und sein ebenfalls zum Tode verurteilter Vertrauter Enevold von Brandt vor den Toren Kopenhagens hingerichtet. Bei der Errichtung des Schafotts vor der Stadt gab es Verzögerungen, da zunächst kein Tischler zum Bau bereit gewesen war und kein Handwerker das Rad, auf das die Leichenteile geflochten werden sollten, hatte herstellen wollen. Die Handwerker machten sich erst unter Androhung von Folter und Kerker an die Arbeit. Die Räder wurden von einer alten Kutsche abmontiert, und ungefähr 30.000 Leute strömten herbei, um der Hinrichtung beizuwohnen. Struensee musste mit Münter in der Kutsche warten, bis Brandt hingerichtet war. Dann wurde auch er geköpft. Beiden wurde erst die rechte Hand und dann der Kopf abgeschlagen. Ihre Leichen wurden gevierteilt und auf ein Rad geflochten. Zwar jubelte die aufgehetzte Menge auf den Straßen und zerstörte Bordelle, die man durch Struensees Reformen gefördert glaubte, und Häuser seiner Anhänger oder derjenigen, die man dafür hielt, doch war auch die Ansicht weit verbreitet, dass die Todesstrafe insbesondere für Brandt übermäßig hart gewesen sei. Da vom Prozess selbst wenig an die Öffentlichkeit gedrungen war, hatten viele, wie etwa Lessing, nicht mit einer Hinrichtung gerechnet.

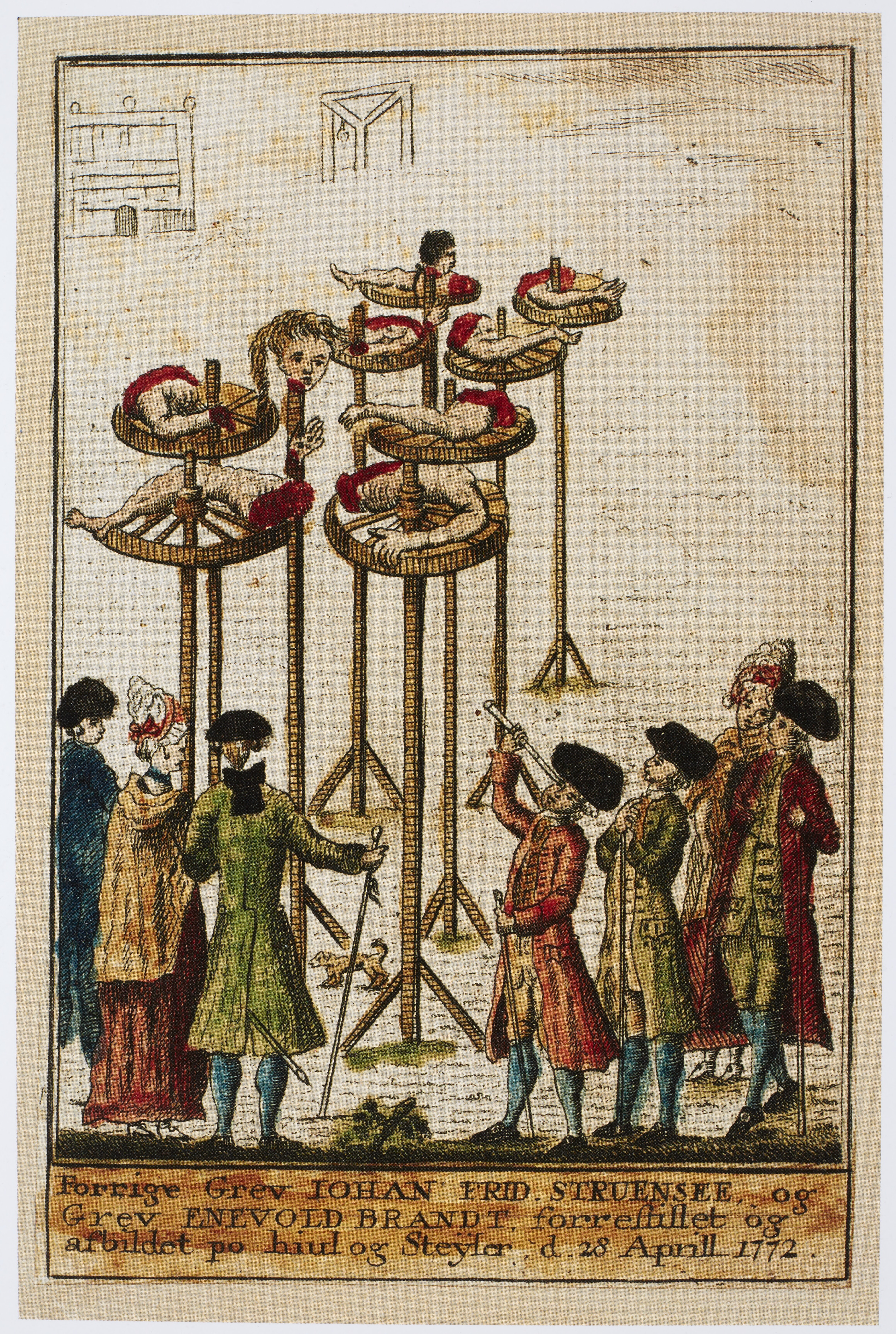
Die zerstückelten und geräderten Leichen von Struensee und Brandt

## Nachleben

### Grab
Die zerstückelten Leichen der Hingerichteten blieben zwei Jahre lang am Richtplatz öffentlich zur Schau gestellt, bis die Knochen von den aufgerichteten Rädern fielen. Was anschließend mit den sterblichen Überresten geschah, ist unbekannt. Einer Überlieferung zufolge sollen Struensees Überreste in der Kirche von Dörbeck, die zum Gutsbesitz seines jüngsten Bruders Gotthilf Christoph Struensee gehörte, beigesetzt worden sein. Nach einer anderen Überlieferung wurden die sterblichen Überreste von Struensee und Brandt mehrfach umgebettet und erst 1920 in der deutschen St.-Petri-Kirche in Kopenhagen in einer Gruft endgültig beigesetzt.

### Schicksal der Reformen
An die Stelle Struensees trat Juliane Maries Vertrauter Ove Høegh-Guldberg, einer seiner schärfsten Kritiker. Er machte zahlreiche der Reformen, die Struensee veranlasst hatte, rückgängig und führte den dänischen Absolutismus alter Prägung wieder ein. Das Conseil wurde als Geheimer Staatsrat neu gegründet und bestand bis 1848. Die Norske Kammer, die von Struensee gegründete eigenständige Regierung Norwegens, wurde wieder aufgelöst. Rückgängig gemacht wurden auch die Abschaffung der Folter und das Verbot des Sklavenhandels. Von Struensees Reformen blieben u. a. die die Kirche betreffenden Änderungen, die Abschaffung der Patronyme als Nachnamen, die Trennung des Außenministeriums von der Deutschen Kanzlei sowie die Pressefreiheit (bis 1799).
Kronprinz Friedrich stürzte 1784 Høegh-Guldberg und begann als Regent für seinen Vater einzelne der Struenseeschen Reformen, darunter die Aufhebung der Leibeigenschaft 1805, wieder einzuführen, allerdings langsam und unter Mitwirkung der Regierung und der Landstände.

### Rezeption
Die neue Regierung sah sich gezwungen, ihren Staatsstreich im In- und Ausland zu legitimieren. Dazu erhielt die Druckerin Godiche den Auftrag, das Urteil zu veröffentlichen. Auch Münters Bekehrungsgeschichte erschien bereits 1772 auf Deutsch und Dänisch. Sie diente ebenfalls der Rechtfertigung des Handelns der Verschwörer um die Königinwitwe Juliane. Die Bekehrungsgeschichte wurde ein großer Erfolg, so dass sie bis 1845 mehrere Auflagen und Übersetzungen erlebte, und bestimmte weitgehend das Bild der Nachwelt von Struensee. Die Behauptung, dass Struensee angesichts des Todes seinen aufgeklärten Reformen abgeschworen habe, wird jedoch nicht durch weitere Quellen gestützt, sondern widerspricht in weiten Teilen Struensees eigener Verteidigungsschrift. Auch von Zeitgenossen wie Lessing und Matthias Claudius wurde der Erfolg der angeblichen „Bekehrung“ angezweifelt.
Wenig später erschienen auch die Anklage- und Verteidigungsschriften im Druck und fanden besonders in Deutschland großes Interesse ebenso wie weitere Titel, die Aufklärung über den Fall versprachen. Bald nach Struensees Hinrichtung erschien die anonyme Schrift Entdecktes Geheimniß der fürgegangenen Staatsveränderung Dännemarks, die sich kritisch mit den Vorgängen auseinandersetzte und Struensee und seine Reformen anders als die Pamphlete, die zu seinen Lebzeiten erschienen waren, durchaus positiv beurteilte. Ähnliche Schriften folgten. Im Gespräch in dem Reiche der Todten, zwischen den beyden ehemaligen Grafen, Johann Friedrich Struensee, und Enewold Brand, und zwischen dem ehemaligen Dänischen Reichshofmeister Cornifitz Ulefeld, worinn die Erhebung und der Fall derselben, und die Hinrichtung der ersten beyden umständlich beschrieben ist von 1773 wurde Struensee dagegen mit Corfitz Ulfeldt verglichen, der als der schlimmste Verräter der dänischen Geschichte galt, und mit dem ebenfalls in Ungnade gefallenen Peder Schumacher Griffenfeld. Dabei findet die Parallele, dass alle drei um die Macht konkurrierenden Gruppen am Hof zum Opfer fielen, keinerlei Erwähnung, sondern allein, dass Männer bürgerlicher Herkunft nach finanziellen und gesellschaftlichen Vorteilen gestrebt hatten.

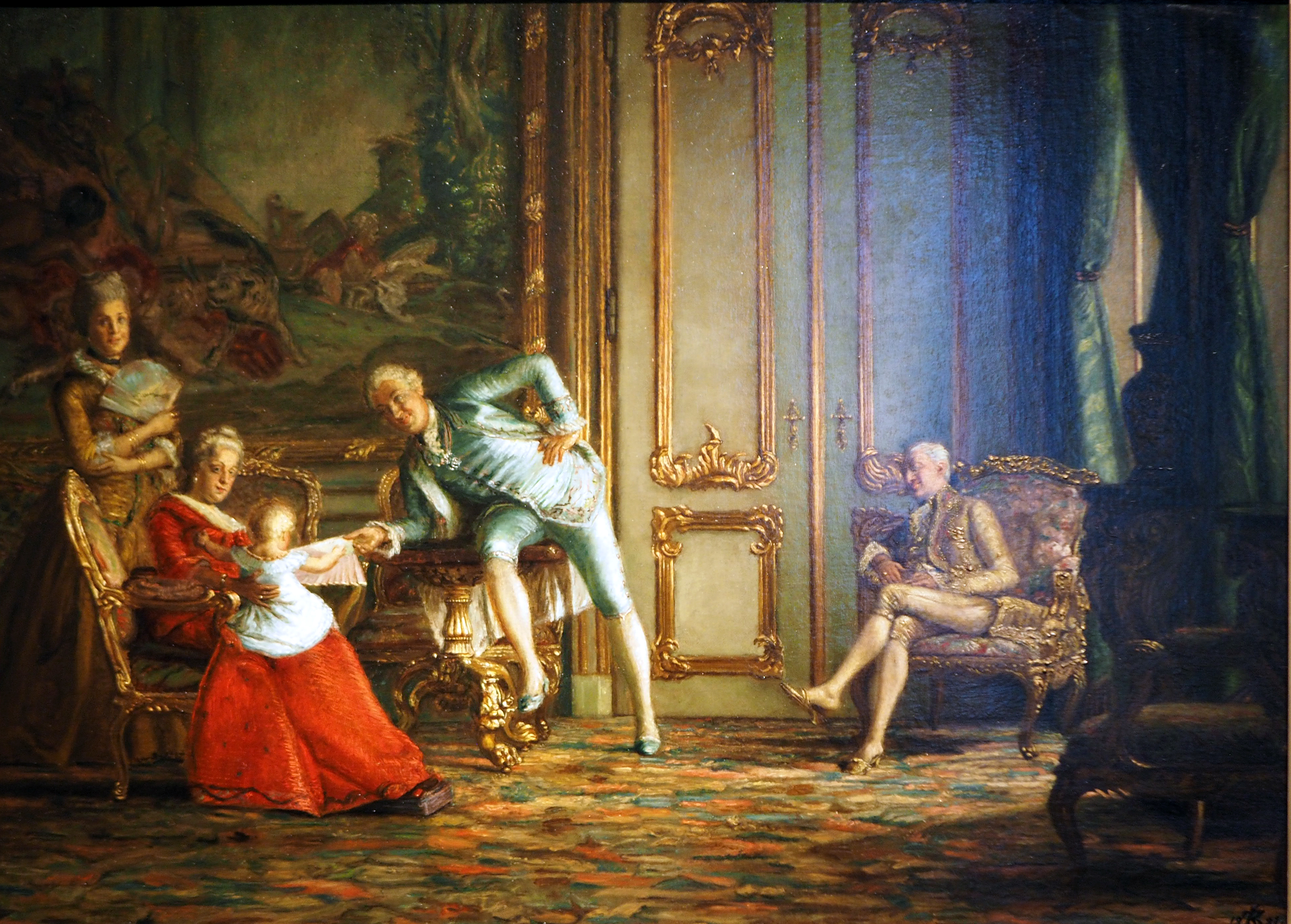
Kristian Zahrtmann, Szene am Hof Christian VII., Anspielung auf Struensees Vaterschaft von Caroline Mathildes Tochter Louise Auguste von Dänemark

In den sich zuspitzenden nationalen Auseinandersetzungen um Schleswig-Holstein im 19. Jahrhundert wurde Struensee zum Märtyrer stilisiert. Die Kritik an der Rechtmäßigkeit seines Prozesses beherrscht einen Großteil der Literatur bis heute. Die 1858 posthum erschienenen Memoiren von Élie-Salomon-François Reverdil, dem früheren Erzieher des Königs, prägten einerseits das Bild des arroganten Günstlings, andererseits aber die Hochschätzung seiner Reformen und die Abscheu gegen die Verschwörer.
Auch in der neueren Literatur wird Struensee widersprüchlich beurteilt. Auf der einen Seite bewundert beispielsweise der deutsche Arzt Stefan Winkle Struensee als innovativen Neuerer sowohl im medizinischen als auch im politischen Bereich, auf der anderen Seite urteilt der dänische Historiker Svend Cedergreen Bech: „Den Reformen St.s lagen keine eigenen Ideen zugrunde, und zum Regieren war er ungeeignet.“ In der Belletristik wird Struensee dagegen häufig auf die Rolle des Geliebten von Caroline Mathilde reduziert. Einen neuen Blick sowohl auf die Beziehung zwischen Struensee und der Königin als auch auf die Reformen bietet der dänische Historiker Asser Amdisen. Zum ersten Mal thematisiert er die Mitwirkung der Königin an Struensees politischem Programm. Die romantisierende Sicht Struensees als menschenfreundlichen Demokraten widerlegt er: Zwar sei Struensee ein Idealist gewesen, doch die Durchsetzung seiner radikalen Ideen habe er diktatorisch erzwungen.

## Künstlerische Adaptionen

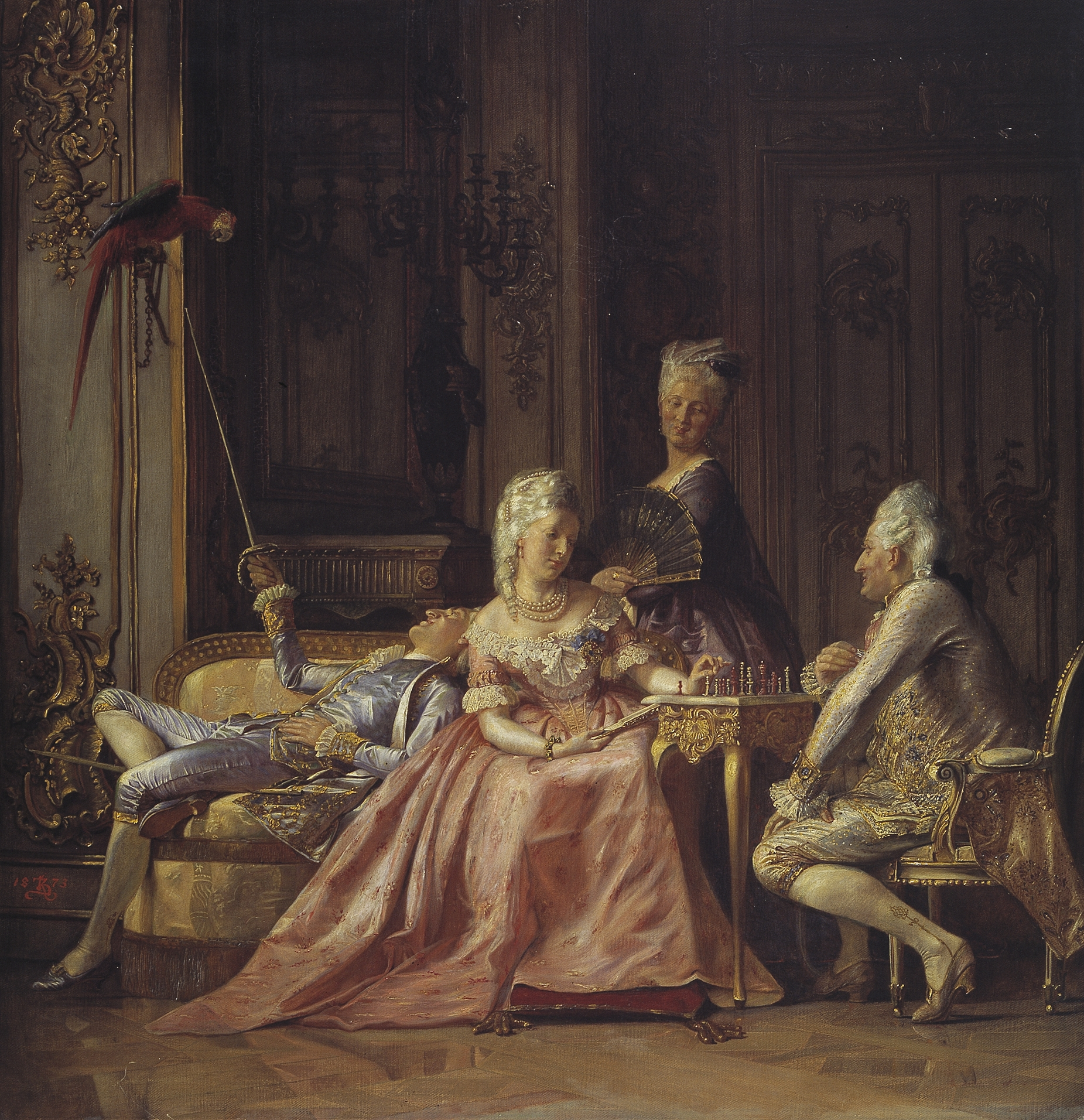
Kristian Zahrtmann: Szene vom Hof Christians VII. (1873). Caroline Mathilde und Struensee spielen Schach, während König Christian VII. den Papagei mit seinem Degen neckt (Sammlung Hirschsprung)

### Bildende Kunst
- Kristian Zahrtmann: Szene vom Hof Christians VII. 1873. Historienmalerei in der Sammlung Hirschsprung.
- Kristian Zahrtmann: Interieur vom Hof Christians VII. 1881. Historienmalerei in der Sammlung Hirschsprung.

### Belletristik (Auswahl)
- Dario Fo: C’è un re pazzo in Danimarca. Chiarelettere, Mailand 2015.
  - deutsche Ausgabe: Christian VII – Ein Narr auf dem Thron von Dänemark. Aus dem Italienischen übersetzt von Johanna Borek. Hollitzer, Wien 2019, ISBN 978-3-99012-440-6.
- Rita Hausen: Der Fall Struensee. Roman Verlag, 2013, ISBN 0-615-94199-0.
- Bodil Steensen-Leth: Prinsesse af Blodet - en roman om Caroline Mathilde. Kopenhagen 2000, ISBN 87-553-3026-6.
- Per Olov Enquist: Livläkarens besök. Norstedts, Stockholm 1999.
  - deutsche Ausgabe: Der Besuch des Leibarztes. Aus dem Schwedischen übersetzt von Wolfgang Butt. Hanser, München/Wien 2001, ISBN 3-446-19980-2 u. Fischer, Frankfurt am Main 2003, ISBN 3-596-15404-9.
- Robert Neumann: Der Favorit der Königin. München 1996, ISBN 3-423-12209-9.
- Edgar Maass: Der Arzt der Königin. Rowohlt, Hamburg 1950.
- Else von Hollander-Lossow: Die Gefangene von Celle. Seemann, Leipzig 1935.

### Theater, Hörspiel, Oper
- Michael Beer: Struensee. Trauerspiel in fünf Aufzügen. Bühnenmusik von Giacomo Meyerbeer. Uraufführung in München 1828
- Heinrich Laube: Struensee und die Deutschen in Dänemark. Tragödie in 5 Acten. Leipzig 1847 (Digitalisat)
- Eberhard Wolfgang Möller: Der Sturz des Ministers. Schauspiel. Theaterverlag Ad. Langen, G. Müller, 1937
- Flemming Flindt: Caroline Mathilde. Ballett in zwei Akten. Bühnenmusik von Peter Maxwell Davies. Uraufführung am Königlichen Theater Kopenhagen 1991
- Per Olov Enquist: Der Besuch des Leibarztes. Hörspiel. Bearbeitung und Regie: Walter Adler, NDR / SWR 2002.
- Bo Holten: Livlægens besøg. Oper nach Per Olov Enquists Roman, 2009
- Peter Schanz: Der Leibarzt, sein König und beider Frau. Ein dänisch-deutsches Hof-Drama. Uraufführung Stadttheater Rendsburg 2021, Gustav Kiepenheuer Bühnenvertrieb

### Film
- Die Liebe einer Königin, Deutschland 1923, Regie: Ludwig Wolff, mit Harry Liedtke als Johann Friedrich Struensee, Henny Porten als Caroline Mathilde, Adele Sandrock, u. a. Kinostart: 14. September 1923, Verleih: Bayrische Film[56]
- Mein Herz der Königin, Großbritannien 1935 (engl. The Dictator), Regie: Victor Saville, mit Clive Brook als Struensee[57]
- Herrscher ohne Krone, Deutschland 1957, Regie: Harald Braun, mit O. W. Fischer als Struensee[58]
- Eine Königliche Affäre, Deutschland 2010, dmfilm für ARTE/ZDF und Danmarks Radio TV, Regie: Wilfried Hauke, mit Nicki von Tempelhoff als Struensee[59]
- Die Königin und der Leibarzt (dänisch En Kongelig Affære, engl. A Royal Affair), Deutschland/Dänemark 2012, mit Mads Mikkelsen in der Rolle des Struensee[60]

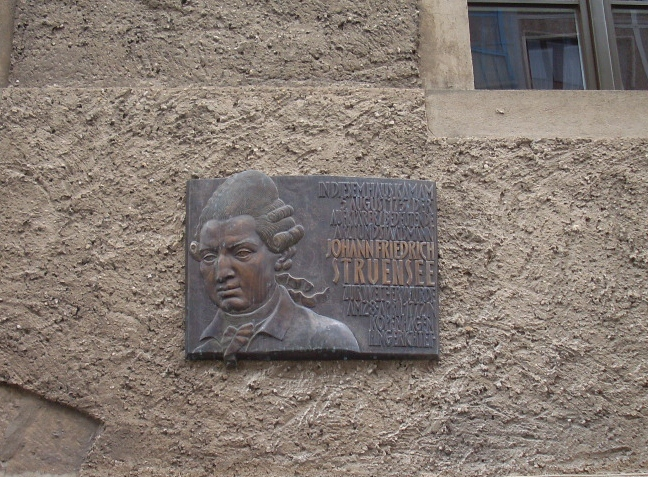
Gedenktafel für Johann Friedrich Struensee in Halle

## Denkmäler und Ehrungen
1937, zum 200. Geburtstag Struensees, stiftete seine Geburtsstadt eine Gedenktafel. Diese verschwand allerdings unter bis heute noch ungeklärten Umständen. Seit April 2010 erinnert in Halle eine neue Gedenktafel an Johann Friedrich Struensee. Sie hängt an seinem Geburtshaus, dem Pfarrhaus der Moritzkirche. Auf Initiative von Oliver Meyer und Kerstin Schmidt und mit Unterstützung der Saalesparkasse konnte das Projekt durch den halleschen Bildhauer Martin Roedel verwirklicht werden.
In Hamburg-Altona wurde am Haus in der Kirchenstraße 5 (vormals Papagoyenstraße) eine Gedenktafel für Johann Friedrich Struensee von der Patriotischen Gesellschaft von 1765 angebracht.
Nach Struensee benannt sind die Struensee-Gemeinschaftsschule in Mittelangeln, das Struensee Gymnasium in Hamburg-St. Pauli und eine Straße sowie ein Ärztehaus in Hamburg-Altona.